# 文彬 (中國)
文彬（1825年—1880年），字质夫，号若山，辉发纳喇氏，内务府满洲正白旗人。清朝官员，进士出身。

## 生平
道光二十九年中举，咸丰二年（1852年）进士，授户部主事。十年（1860年），以员外郎随扈幸热河。次年（1861年），迁郎中，出任山东沂州府知府。捻匪逼府城，会师攻拔贼巢，擒匪首孙化详等。叙功，以道员用。同治四年（1865年），随布政使丁宝桢败贼滕县临城驿，更绕赴东平防贼北窜。补兗沂曹济道，同治六年擢按察使。收复海丰，同治七年擢布政使。十年（1872年），署山东巡抚。同治十二年任漕运总督（驻节淮安府城），再署山东巡抚，旋还任漕運總督。光绪五年（1879年），督漕北上，因请陛见，并与河督李鶴年 (清朝)、巡抚周恆祺会商运河事宜，通筹河道宽深，改设运口，导引卫河，设立堤坝，绘具图说以进。又尝偕两江总督吴元炳奏复淮流故道，因条上疏濬杨庄以下旧河入海故道。光绪六年，授太子少保。未几，卒，有诏褒锡。两江总督刘坤一以文彬遗爱在民，请建专祠清江浦，允之。
在任漕運總督期间，修文庙尊经阁，置礼器。光绪丙子大旱，请于朝拨粟赈粥救活十余万人（载吴昆田《重修清江浦文渠沟记》，又2012年2月26日《淮海晚报》）。
家族世居京都地安门内东板桥（今东板桥街）二道桥。

## 家庭
- 始祖輝發那拉氏星古里。"始祖昂古里星古力，自黒龍江載木主遷於札魯居焉，因任居張地方之扈倫人噶揚噶土墨圖姓納喇氏，遂附其姓，宰七牛祭天，改姓納喇星古力，生子二，長曰留臣，次曰備臣”（据《八旗滿洲氏族通譜》卷24）。
- 世祖備臣。胞兄哈哈缠（又哈合察、留臣），明朝肥河卫指挥。
- 世祖納領噶耐寛。
- 世祖拉賀勒都督（又拉哈都督）。胞兄乃胯（耐呼頑），明朝呕罕河卫都指挥。
- 世祖剌令哈（又納靈剛，噶哈禪都督）。
- 世祖代布桑固里。胞兄齊納根達爾漢；其子一首任辉发贝勒王机砮（又王機褚），“王機砮降服輝發諸部，於輝發河邉扈爾奇山築城居之，因名輝發國”（据《八旗滿洲氏族通譜》卷24）；后代有正黄旗满洲佐領那爾布，那爾布之女輝發那喇氏封清高宗继皇后；子二鼐瑚，后代有乾隆丙辰進士七十四 (乾隆进士)，七十四之胞侄乾隆丁巳進士祿成。
- 世祖喀爾喀瑪。“正白旗包衣喀爾喀瑪，原任牛羊羣總管，其孫滿都理原任佐領”（据《八旗滿洲氏族通譜》卷24）。
- 世祖瓜勒察。
- 世祖滿都理，内务府佐领。
- 太高祖珍泰（又正泰），原任内务府佐領。胞兄內務府員外郎巴實。
- 高祖壽茂。胞兄錫麟。
- 曾祖福爾錦。胞兄福勒賀，内务府郎中、护军参领，诰封振威将军。
- 祖父明鐸，骁骑校、署正黄旗骁骑参领，诰封振威将军。
- 父那峻（字偉堂），曾任内务府镶黄旗包衣第四参领第二旗鼓佐领（继任英廉，卒于任上），后转内务府镶黄旗包衣第三㕘領第四滿洲佐領，卒于任上（前任英廉）（据《钦定八旗通志》）；妻裴氏、劉氏。胞兄嘉慶己巳進士那峨。胞兄那崑，内务府员外郎、淮安关监督；其子江南织造、刑部右侍郎文琳，妻索絡豁金氏（胞兄內務府正黃旗滿洲崇光，胞侄清末军机大臣世續）。
- 胞姊輝發那拉氏，嫁内务府正白旗汉军尚氏延惇（其父内务府庆丰司员外郎兼镶黄旗公中佐领純嘏，胞兄道光戊戌（1838）进士延恒、道光庚子（1840）进士延愷，胞兄延懌之女尚氏系正蓝旗汉军进士胡俊章之儿媳；先祖雍正朝总管內務府大臣兼佐領尚志舜、内务府尚大德）。
- 妻王氏，其胞兄内务府正白旗汉军王聯泰（妻蘇完富察氏，其父内務府正白旗滿洲、道光丁未進士錫榮，侄子光緒乙壬辰進士貴誠），父王景成，姑母王氏嫁鑲黃旗滿洲、道光乙酉顺天乡试举人鈕祜祿氏薩炳阿（祖父世襲一等子爵、漕運總督、兵部尚书毓奇，先祖三等輕車都尉車爾格、一等弘毅公額亦都），祖父王鶴齡，祖母楊氏（内务府正黄旗汉军、兵部侍郎虔礼宝之女，系光绪十五年己丑（1889）進士楊鍾羲家族），曾祖乾隆丁卯科舉人、四川布政使王站柱（字晓苍，号桂舟，著有《桂舟游草》）；嫡堂兄末任驻藏大臣联豫。

### 子女
有四子四女。
- 長子：延煜，举人，官至四川盐茶道。孙儿隆圻；妻杨佳氏，內務府鑲黃旗崇光之女，道光二十五年乙巳科进士宜振孫女。
- 次子：延熙，举人，官至九江府知府。孙儿隆堃；妻阿哈覺羅氏，內務府鑲黃旗内务府员外郎世勳之女，內務府廣儲司郎中淮關監督世榮侄女，馬蘭鎮總兵文謙孫女。
- 三子：延燮，光緒十八年壬辰科进士，官湖北武昌縣知县；妻曹氏，正黄旗汉军、山东知府曹惠慶之女。
- 四子：延照，举人，官礼部员外郎；妻趙氏，正蓝旗汉军趙寅羲孫女，乾隆辛丑科進士阿林 (乾隆进士)侄孫女，东三省总督趙爾巽族人。
- 女，適正黃旗滿洲蘇完瓜爾佳氏晉齡，山西巡撫豫山之子，江南提督、二等輕車都尉福珠洪阿之孫。
- 次女，適正藍旗宗室寶銘，光緒二十一年乙未科进士，官至內閣敘官局局長。
- 三女，適正藍旗宗室寶銘（繼室）。[1]
- 四女，適正紅旗滿洲他塔喇氏增銁，乾隆甲辰科進士文寧曾孫。

## 延伸阅读
[在维基数据编辑]
 《清史稿/卷450》，出自趙爾巽《清史稿》
 《清史稿/卷450》